# 알렉산더 모튼
알렉산더 모턴(Alexander Morton, 1945년 3월 24일 ~ )은 스코틀랜드의 배우이다.
글래스고에서 태어났다.

## 출연 작품

### 영화
- Nightlife (1996)
- 런던에서 브라이튼까지 (2006, London to Brighton) - 덩컨 앨런 역
- 발할라 라이징 (2009)

### 텔레비전
- First Sight (1987)
- 세컨드 사이트 (1999-2000)
- 캐주얼티 (2006, 2008)
- 셰틀랜드 (2013)